# Down on Sunset
Down on Sunset è il terzo album in studio del cantante tedesco Thomas Anders, pubblicato nel 1992.

## Tracce
1. How Deep Is Your Love — 4:06
2. You Have Rescued Me — 3:51
3. My One and Only — 4:04
4. Across the World Tonight — 4:48
5. Standing Alone (con Glenn Medeiros) — 3:59
6. Laughter in the Rain — 3:15
7. Turn Around — 3:57
8. If You Could Only See Me Now — 3:48
9. A Little at a Time — 3:36
10. Thru with Love — 4:22
11. Cruising Down on Sunset — 3:09